# Poklad byzantského kupce
Poklad byzantského kupce je krimi komedie z roku 1966, která byla natočena podle stejnojmenného románu z roku 1964, vydaného v nakladatelství Naše vojsko. Hlavním hrdinou je kapitán Exner (herec Jiří Vala), postava vytvořená spisovatelem Václavem Erbenem. Jde o první román a současně první film s kapitánem Exnerem (celkem bylo napsáno 13 románů a jedna povídka).

## Děj
Jak spolu souvisí archeologie, autonehoda a vražda? Děj se točí kolem pokladu z 9. století, tzv. Poklad byzantského kupce, o kterém se všichni domnívají, že byl zničen během náletu ke konci druhé světové války ve Vratíně, a odehrává se v archeologickém prostředí. Kapitán Exner (Jiří Vala) vyšetřuje vraždu spáchanou na půdě Archeologického ústavu, s čímž mu pomáhá (často i proti jeho vůli) studentka UMPRUM Kamila Housková (Gabriela Vránová). Ta zjistí, že poklad asi nebyl zničen, ale ukraden.
V úvodní scéně filmu Kamila Housková přichází na hlavní správu VB. Přes několik kanceláří a osob nakonec skončí u kapitána Exnera. Kamila během studia brigádně pracuje v Družstvu rytců a zde si povšimla unikátního šperku, který musí patřit do tzv. Pokladu byzantského kupce. Mezitím nedaleko zámku Radešín, který patří Svazu českých novinářů, dojde k havárii staré Pragovky, kterou řídil redaktor Alfréd Hudec (Lubomír Lipský), a dalšího vozu. Oba řidiči nejsou vážně zraněni, ale vedle vozu se záhadně objeví mrtvola neznámé ženy.
Kapitán Exner je povolán vyšetřit tuto podivnou havárii (a jak se brzy ukáže, vraždu). Kamila se ukryje do jeho vozu, protože chce vidět vyšetřování a plete se do něj. Oba si však všimnou, že jedna z přítomných žen má na krku jako přívěsek minci, která nejspíše také je z pokladu. Ještě v noci Exner navštíví doktora Soudka na archeologickém nalezišti prvních zemědělců v Bylavsi, který ho přivítá v pyžamu a s pistolí v ruce. Archeolog dr. Soudek (Jiří Sovák) však pozná, že mrtvá žena je Holubová, která pracovala v administrativě archeologického ústavu. Později kapitán Exner spolu s kolegy Vlčkem a Beránkem zjistí, že o její minulosti včetně toho, že měla dítě, nevěděli ani její spolupracovníci, ani dr. Šedivka, který s rozvedenou Holubovou chodil.
Antropolog dr. Šedivka (Zdeněk Řehoř) antropometrickou analýzou rysů obličeje čtyř mužů pro kriminalisty určí, že otcem utajovaného syna  Holubové je redaktor Alfréd Hudec. Miroslav Martinec sám netušil, že Holubová byla jeho skutečnou matkou. Právě slouží na vojně a krátce je rovněž jedním podezřelým, protože v době vraždy měl vycházku. Kamila se stále plete do vyšetřování, odjede do Vratína, kam vzápětí přijíždí také celý tým kapitána Exnera a několik archeologů. Na místním hřbitově Exner odhalí pachatele vraždy, který se právě snaží dostat k pokladu, který byl ukryt v hrobce...

## Tvůrci
- režie Ivo Novák
- knižní předloha Václav Erben
- scénář Václav Erben, Zdeněk Podskalský, Ivo Novák
- kamera Rudolf Stahl ml.
- hudba Zdeněk Liška
- střih Jiřina Lukešová
- zvuk Jaromír Svoboda
- výprava-architekt Karel Škvor
- kostýmy Nita Romanečová, Emilie Kůtová
- vedoucí produkce Gustav Rohan

## Obsazení
V hlavních rolích:
| Jiří Vala          | kapitán Exner                                    |
| Gabriela Vránová   | studentka Kamila Housková                        |
| Jiří Sovák         | archeolog dr. Soudek                             |
| Lubomír Lipský     | redaktor Alfréd Hudec                            |
| Vladimír Šmeral    | profesor Alinger, ředitel archeologického ústavu |
| Jan Libíček        | vyšetřovatel Vlček                               |
| Václav Lohniský    | vyšetřovatel Bohouš Beránek                      |
| Ilja Prachař       | doc. Černý, profesor archeologie                 |
| Josef Kemr         | Houska, otec Kamily                              |
| Zdeněk Řehoř       | antropolog dr. Šedivka                           |
| Svatava Hubeňáková | Hudcova žena                                     |
| Zdeněk Kutil       | dozorčí poddůstojník                             |
| Václav Trégl       | řídící Chlupáček                                 |
| Petr Haničinec     | řidič Fábera                                     |
| Jaroslav Štercl    | podpraporčík Kudela                              |
| Karel Hábl         | svobodník Miroslav Martinec, syn Holubové        |
| Jaroslav Válek     | holohlavý příslušník VB                          |

## Lokace a reálie
Film se natáčel na různých místech v Praze, mimo jiné na Starém a Novém Městě (např. Exnerův byt v ulici Malá Štěpánská) nebo na Malé Straně. Pro exteriéry archeologického ústavu bylo využito skutečné sídlo Archeologického ústavu (Letenská 4, Malá Strana), zatímco interiér se natáčel na Přírodovědecké fakultě Univerzity Karlovy.
Studentská kolej, kde bydlela Kamila, jsou skutečné Koleje Strahov (Jezdecká ulice). Rodinný domek, kde bydlel otec Kamily (Josef Kemr) se nachází v Doksech (ulice Jos. Janouše), i když dialog ve filmu ho umisťuje do Středočeského kraje. Jako hřbitov ve Vratíně s ukrytým pokladem posloužil hřbitov v Praze-Velké Chuchli (na kopci nad Vltavou, u kostela svatého Jana Nepomuckého).h

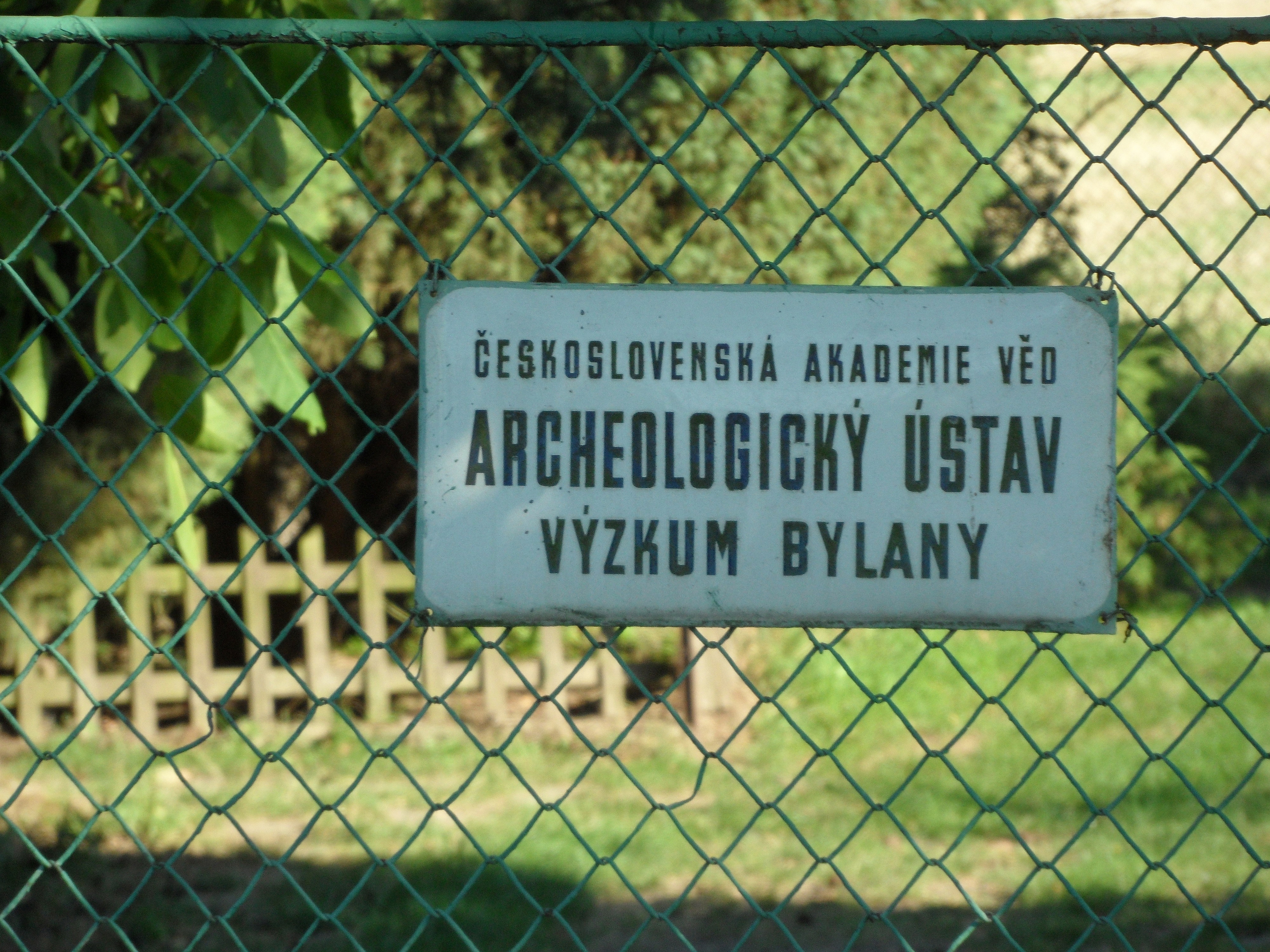
Dochované původní označení, ve filmu upraveno na Bylaves.

Významná část filmu se natáčela v okolí Kutné Hory, zejména na zámku a zámecké kapli v obci Roztěž nebo v Bylanech u Kutné Hory (pracoviště Archeologického ústavu ČSAV na zdejším neolitickém sídelním areálu), filmové muzeum pak ve skutečnosti je zámek v nedaleké obci Suchdol u Kutné Hory.
Detašované pracoviště (pobočka) Archeologického ústavu u Bylan nedaleko Kutné Hory (nezaměňovat s Bylany u Českého Brodu) vzniklo v roce 1957, v době natáčení filmu zde probíhala druhá etapa (1966–1967) unikátního velkoplošného archeologického výzkumu neolitického sídliště. Objekty pracoviště se zachovaly v původním stavu a na vchodu stále visí originální cedule „Archeologický ústav – Výzkum Bylany“, která je ve filmu detailně vidět, jen název byl upraven na „Bylaves“ (viz též obrázek).
Zámek v obci Roztěž (ve filmu Radešín) byl v roce 1945 zkonfiskován do majetku státu, později až do roku 1989 patřil Svazu českých novinářů nejen jako rekreační, ale také internátní středisko. Řada novinářů a spisovatelů zde pobývala i dlouhodobě (podobně jako na známějším zámku Dobříš, který ale patřil Svazu československých spisovatelů). Později se zde natáčely další filmy (např. Setkání v červenci s Tomášem Holým) a především velká část seriálu Život na zámku z 90. let. Několik let poté byl zakoupen a přebudován jako Casa Serena na soukromé sídlo a běžně není přístupný.
Unikátní výzkumy v románu i ve filmu vede svérázný dr. Soudek (kterého skvěle ztvárnil Jiří Sovák), jehož předobrazem byl skutečný archeolog Bohumil Soudský. Samotná idea detektivky z archeologického prostředí a rovněž svérázná postava kapitána Exnera vznikla vlastně náhodou. Václav Erben se do té doby o detektivky vůbec nezajímal, ale měl psát populárně-vědeckou knihu o československé archeologii a často jezdil do Bylan za Bohumilem Soudským i dalšími archeology. Erben si postavu dr. Soudka tak oblíbil, že se vyskytuje ještě v dalších detektivkách s kapitánem Exnerem.
Kapitán Exner (Jiří Vala) ve filmu jezdí automobilem Bugatti Type 50 (v románu to je černý kabriolet Mercedes). Vůz má osmiválcový, kompresorem Roots přeplňovaný motor o objemu 5 litrů a výkonu 167 kW. Rok výroby tohoto vozu je 1931. Karoserie byla vytvořena u firmy Sodomka. V současné době má RZ (SPZ) PZ-82-50. Výrobní číslo podvozku je 50128. Vozů tohoto typu bylo vyrobeno 65 kusů. Automobily, které se ve filmu srazily nedaleko zámku Radešín (Roztěž), byly Praga Piccolo 16. série z roku 1930 a ruský GAZ-M-20 Poběda vyráběný 1946–1958.
Kapitán Exner řekl dr. Šedivkovi, že bude mít k dispozici počítač. Ve filmu byl pro výpočty shody antropologických rysů otce a syna použit sovětský počítač Ural 2, vyráběný od roku 1959. Je to jeden z prvních československých filmů, ve kterém se nějaký skutečný počítač objevuje, v celém Československu jich tehdy bylo minimum. Opravdový archeolog Bohumil Soudský pak používal počítač ke klasifikaci obrovského množství nálezů z velkoplošného výzkumu. Vůbec poprvé v dějinách archeologie tak bylo při dokumentaci výzkumu i jeho následné interpretaci užito matematicko-statistických metod.